# Subancistrocerus kankauensis
Subancistrocerus kankauensis är en stekelart som beskrevs av Schulthess 1934. Subancistrocerus kankauensis ingår i släktet Subancistrocerus och familjen Eumenidae. Inga underarter finns listade i Catalogue of Life.